# 西成田豊
西成田 豊（にしなりた ゆたか、1948年 - ）は、日本の経済史学者。一橋大学名誉教授。社会政策学会学術賞受賞。
山口県生まれ。1973年一橋大学経済学部卒業。78年同大学院経済学研究博士課程単位取得退学。一橋大では中村政則、永原慶二らの指導を受けた。龍谷大学講師、助教授、一橋大学経済学部助教授、89年教授。90年「近代日本労資関係史の研究」で経済学博士（一橋大学）。2014年定年、名誉教授。専門分野は近現代日本経済史・労働史。1997年の『在日朝鮮人の「世界」と「帝国」国家』で社会政策学会学術賞受賞。

## 著書

### 単著
- 『近代日本労資関係史の研究』（東京大学出版会、1988年）
- 『在日朝鮮人の「世界」と「帝国」国家』（東京大学出版会、1997年）
- 『中国人強制連行』（東京大学出版会、2002年）
- 『経営と労働の明治維新：横須賀製鉄所・造船所を中心に』（吉川弘文館、2004年）ISBN　9784642037631
- 『近代日本労働史：労働力編成の論理と実証』（有斐閣、2007年）
- 『退職金の一四〇年』（青木書店、2009年）
- 『労働力動員と強制連行』（山川出版社、2009年、日本史リブレット）
- 『近代日本の労務供給請負業』（ミネルヴァ書房、2015年、MINERVA人文・社会科学叢書）
- 『日本の近代化と民衆意識の変容：機械工の情念と行動』（吉川弘文館、2020年）ISBN　9784642038980

### 共編著
- （森武麿）『社会政策審議会資料集』全6巻（柏書房、1988年）
- （永原慶二監修・石上英一・工楽善通・高埜利彦・五味文彦・加藤哲郎・藤井譲治・由井正臣・和田晴吾）『岩波日本史辞典』（岩波書店、1999年）
- （森武麿・浅井良夫・春日豊・伊藤正直）『現代日本経済史』（有斐閣、2002年）

## 論文
- <西成田豊